# Sylwester Kuśmider
Sylwester Kuśmider (ur. 1954) – polski hokeista.
Zawodnik grający na pozycji napastnika. Wychowanek Łódzkiego Klubu Sportowego, w którym grał w latach 1974–1987, z przerwą na służbę wojskową, którą odbywał w stołecznej Legii.